# 6P/d'Arrest
6P/d'Arrest este o cometă periodică din Sistemul Solar și a fost descoperită de Heinrich Ludwig d'Arrest, în Leipzig, Germania, pe 28 și 30 iunie 1851.
Se estimează că nucleul acestei comete are un diametru de 3,2 km.
Cometa a trecut la 53.000.000 de kilometri de Terra, circa o treime din distanța dintre Soare și Pământ, la data de 9 august 2008. 
În 1991, Andrea Carusi și Giovanni B. Valsecchi (de la Institutul Național de Astrofizică din Roma), Ľubor Kresák și Margita Kresáková (de la Slovak Astronomical Institute, Bratislava) au sugerat, în mod independent că această cometă este aceeași pe care o observase Philippe de La Hire în 1678.
Diametrul nucleului este estimat la circa 3,2 km.